# 清鄉

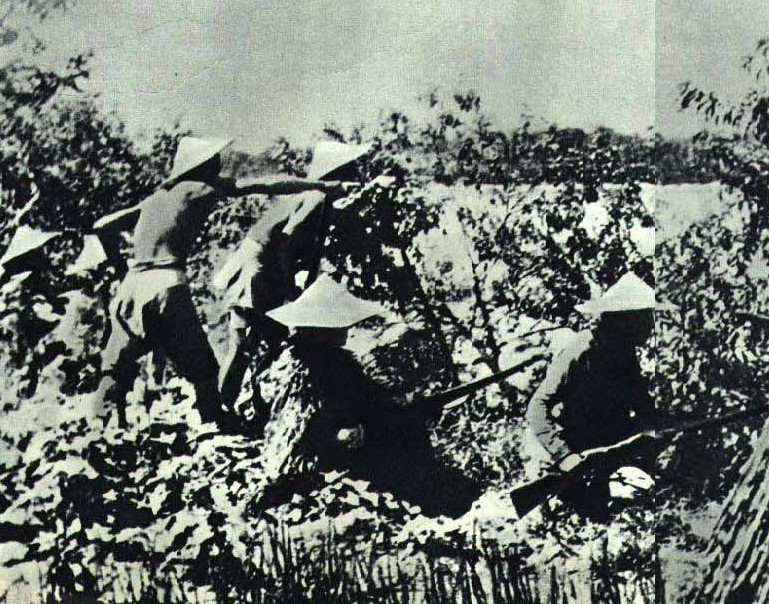
中國抗日战争期间，华中地区军民反抗日本傀儡政權清乡的戰鬥畫面

清鄉是1890年代以后，中国使用的一个军事术语。最初，是指清廷以军事手段解决、消灭乡村地区的土匪、盗匪等犯罪势力的通行做法:95。进入中華民國時期后，成为國民政府和大日本帝國傀儡政權消灭反政府、反抗势力的通行做法。
通常政府派遣軍隊或武装力量去乡村清查任何可藏匿之處所，並針對可疑人士實行拘捕、处决。自清末清乡:97，即对可疑人士就地正法、即刻处决。清鄉通常是國家或佔領地之內有出現危及政府的統治，又或者因治安不良而使國家動蕩不安，對於匪徒、亂黨、煽動份子等人士加以掃盪。簡言之，清鄉目的就是「肅清整治」。

## 晚清的清乡
晚清以来，清廷对地方基层控制力衰弱。而在匪患猖獗的广东省，地方政府以军事手段消灭地方土匪和盗匪成为通行的惯例。当代研究者指出，“在清末广东文献中，清乡的提法，较多地出现于1890年代以后”。此前，官方称为“查办匪乡”、“清厘积匪”、“清查匪乡”等:95。
当代研究者将清末广东的清乡过程分为四个步骤：一、调集军队下乡围剿盗匪；二、责成地方绅民指证、攻打盗匪；三、就地审理、惩办、处决盗匪；四、以督办团练为善后。当时，除大规模的、同时数地的清乡外，地方行政的末级、县一级则是长期清乡。“清乡委员”如同常设官员派驻地方。此外，“各处行营及多盗各州县特派清乡及审案查案等员，帮同办理”。清乡成绩亦成为两广总督对州县官员进行吏治考核的重要内容之一:95。
1913年8月，广州总商会概括清末广东清乡之法：“水陆分防严密，复设各处行营为办匪机关，委用熟悉缉捕能员，分带土著营勇，同时大举，按乡清办；随时随地购线踪缉，遇有大股匪徒，则会合剿捕；仍责成旧日正绅与各属商会，同负保民攻匪之责；编查各乡村保甲，举出房、族正副，密报匪名，到拿捆送，以清内匪，并给械办团，以辅兵力之不逮。内清外捕，则思过半矣。凡此数端，皆属清乡要素。” :95

## 20世纪的清乡
清末至1930年代，中国城市化进程缓慢。中国九成人口生活在乡村。以中国共产党为代表的反政府势力，以农村为依托，反抗政府或侵略者。第一次国共内战期间，國民政府即在地方行政上，针对中国共产党军事力量进行清乡。中国抗日战争時期，佔領區之日軍與淪陷區的大日本帝國傀儡政權亦曾進行清鄉行動。淪陷區（解放區）政府對國民黨及反日份子的清鄉。

### 國民政府的清乡
第一次国共内战期间，國民政府针对中国共产党所领导军事力量的进行剿共、清乡。清乡是当时地方行政的内容之一，通常由地方行政长官负责。以湖南省为例，1928年4月，成立湖南全省清乡督办署，程潜兼清乡督办，何鍵兼清乡会办，刘晴永任参谋长。全省划为11个清乡区，每区兵力约一师。各县设清乡委员会，县长兼委员会。临时性质的清乡司令部于1933年4月15日撤销，湖南全省保安司令部接办所有清乡事宜。
1946年，新四军浙东纵队从鄞西四明山区撤退后，国民政府在包括上虞、余姚、奉化、宁波、嵊县、新昌、慈溪等七县的四明山区开展清乡行动。新华社在9月30日报道中，指责国民政府指挥七县保安队、保安团在“所到之处，奸淫烧杀（某县的几个村庄全部烧光了），所有的农民都成为清乡的对象，他们闯入每一农家，翻箱倒箧，杀鸡宰猪，稍有姿色的妇女，全被蹂躏，临走还一定要捉几个农民枪毙了，回去报功。”“农民们在恨‘清乡’的军队，认为官兵比任何坏人可怕得多”。农民们说：“政府的清乡和日本鬼子的清乡完全一样，日本鬼子来了，我们躲，可以逃出深山，但是官兵来了，我们连逃也逃不了。”
1947年台灣二二八事件發生時，由於管轄台灣的台灣省行政長官公署未有實力對參與二二八事件之民眾進行全面鎮壓，在增援兵力抵台鎮壓後，方進行針對參與暴亂者加以逮捕或殺害的命令，故行政長官陳儀於3月26日發佈「為實施清鄉告全省同胞書」，軍警在此一時期，以清查戶口、追繳武器等方式將要求政府進行政治改革之菁英，以及曾經參與反抗政府，與任何可疑者一網打盡加以逮捕或殺害。

### 汪精卫政权的清乡
1938年至1941年，日本进行了多次“扫荡”，但无法阻止抗日力量的壮大。
1941年1月，日本中国派遣军总司令部制定了《昭和十六年以后长期战政治策略指导方针概要》，首次提出以长江中下游为起点，逐次进行清乡的方案。汪精卫政权军事顾问晴气庆胤根据该方针制定了清乡的具体计划，并对汪精卫政权警政部长、特工总部主任李士群提出清乡建议，后经汪精卫和日本中国派遣军司令畑俊六批准。1941年3月24日，汪精卫召开中央政治委员会，成立了与行政院、军事委员会平级的清乡委员会，汪精卫为委员长，李士群为实际负责人。清乡地区包括江苏、浙江、安徽全部，江西、湖北、河南等省部分地区。上海、南京、杭州、武汉、徐州、南昌等城市也包括在内。其主要针对目标为中国共产党领导的新四军及其他抗日游击队。
- 1941年，盐阜苏中战役
- 1943年，苏中反“清乡”斗争

## 文獻
- 叛國者——汪偽政權秘史
- 吳三連台灣史料基金會
- 二二八事件受難者游賜壹 （页面存档备份，存于）